# الانتحار في الولايات المتحدة

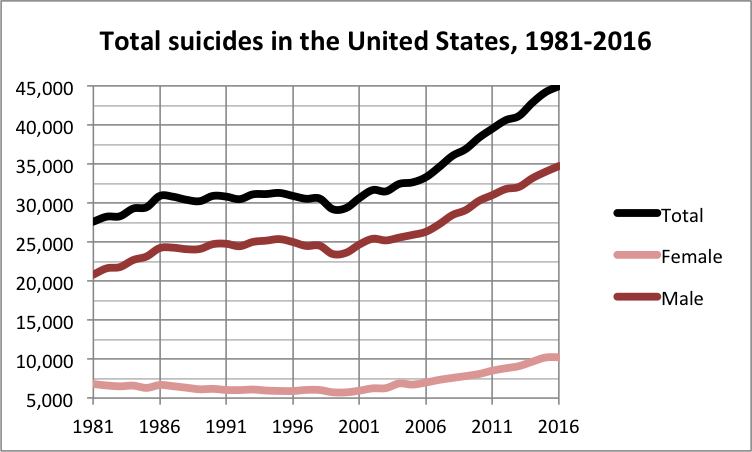
مجموع حالات الانتحار في الولايات المتحدة، خلال الفترة 1981-2016. وفقا لمركز مكافحة الأمراض واتقائها.

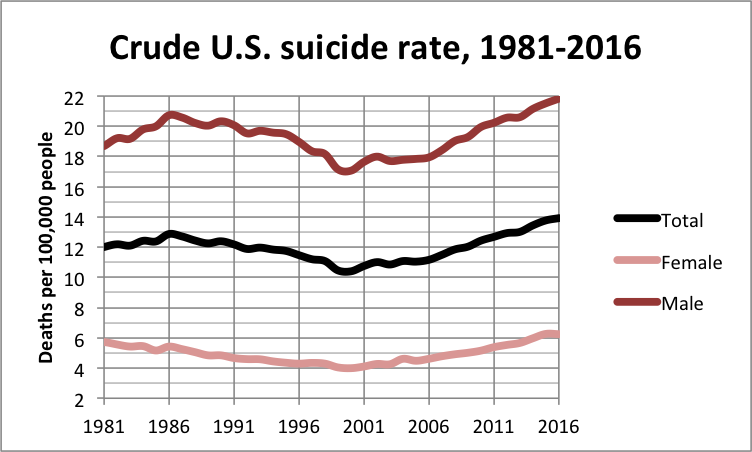
معدل الانتحار داخل الولايات المتحدة خلال الفترة 1981–2016. وفقا لمركز مكافحة الأمراض واتقائها.

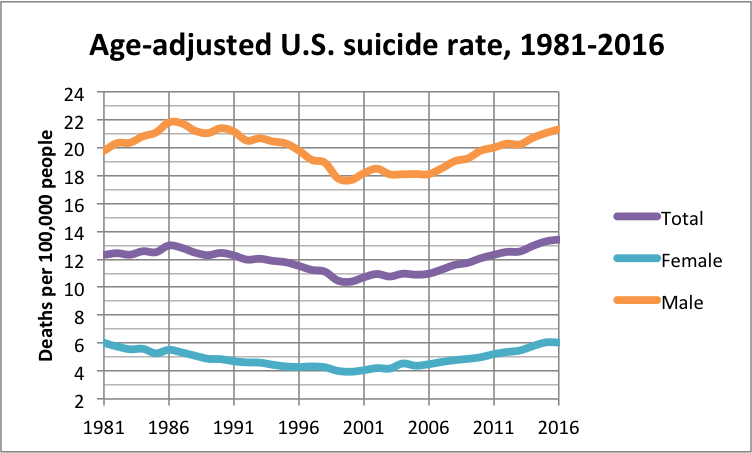
معدل الانتحار حسب العمر.

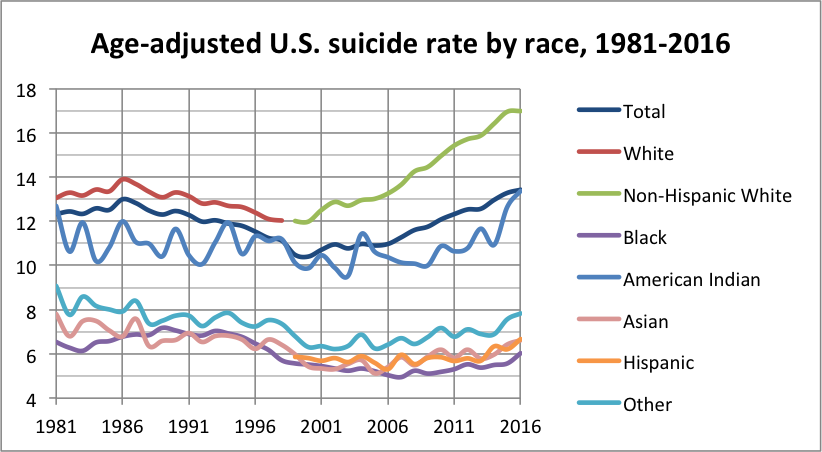
معدل الانتحار حسب العمر والعرق.

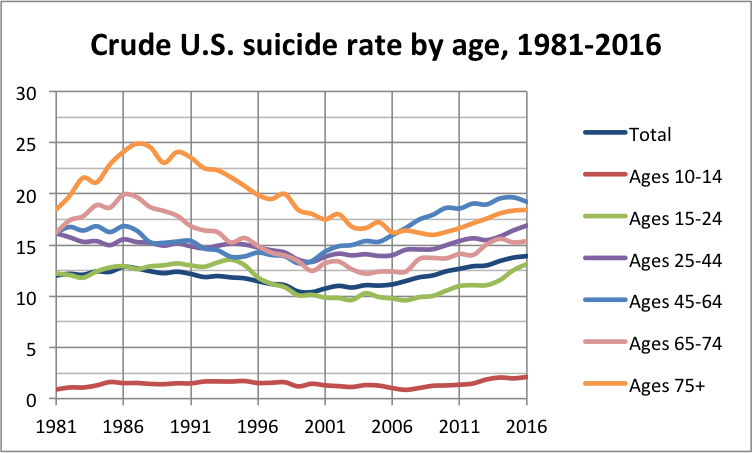
معدل الانتحار في الولايات المتحدة حسب العمر في الفترة 1981-2016.

في الآونة الأخيرة، أصبح الانتحار في الولايات المتحدة أحد أهم قضايا الصحة العامة الوطنية، حيث وصل عدد حالات الانتحار المسجلة في عام 2016 إلى 44,965 حالة بزيادة أكبر بنسبة 5% عن عام 2014 التي بلغت عدد حالات الانتحار فيه إلى 42,773 حالة وفقاً للمركز الوطني لإحصاءات الصحة التابع للمراكز الأمريكية لمكافحة الأمراض واتقائها.
ارتفعت نسبة الانتحار في الولايات المتحدة بنسبة 24% خلال الفترة ما بين عام 1999- 2014، من معدل يتراوح من 10.5 حتى 13 حالة انتحار لكل 100,000 نسمة لتكون بذلك أعلى معدل مسجل في البلاد منذ 28 عاماً. تشكك العديد من الدراسات في النسب المعلنة بسبب وصمة العار الاجتماعية المرتبطة بالانتحار، وتؤكد على وجود العديد من الحالات التي لم يتم تسجيلها والإبلاغ عنها.
أصدرت مراكز السيطرة على الأمراض خلال شهر أبريل من عام 2016 بيانات تشير إلى بلوغ معدل الانتحار في البلاد إلى أعلى مستوى له منذ 30 عاماً. أمَّا في شهر يونيو عام 2018 فقد نشرت المراكز بيانات أخرى تُظهر أن معدل الانتحار استمر في الزيادة منذ عام 1999 في جميع الولايات الأمريكية باستثناء ولايةنيفادا.
احتل الانتحار المرتبة السابعة من أسباب وفاة عند الذكور، وفي المرتبة الرابعة عشر من حيث أسباب الوفاة عند الإناث في عام 2015. وكان السبب الثاني لوفاة الشباب البالغة أعمارهم ما بين 15 حتى 24 عاماً، والسبب الثالث لوفاة الفتيات المتراوحة أعمارهن ما بين 10 حتى 14 عاماً. من 1999 إلى عام 2010، ارتفع معدل الانتحار بين الأمريكيين الذين تتراوح أعمارهم بين 35-64 عاما بنسبة وصلت 30%. كانت أكبر الزيادات من نصيب الرجال أصحاب الخمسين عاما حيث ارتفعت معدلات انتحارهم بنسبة 50% بينما ارتفعت نسبة النساء اللواتي تتراوح أعمارهن بين 60 و 64 عامًا إلى 60%.
في عام 2008، لاحظت الولايات المتحدة ارتفاع نسب الانتحار بصورة واضحة وخصوصا بين النساء البيض متوسطات العمر بدون أسباب واضحة.
في عام 2016، أفادت المؤسسة الأمريكية لمنع الانتحار ان الانتحار كان السبب الرئيسي العاشر للوفاة في الولايات المتحدة وانها خصصت 69 مليار دولار كميزانية لمواجهة الانتحار. اظهرت إحدى الإحصائيات الأخرى:
1. معدل الانتحار السنوي قد وصل إلى 13.42 حالة لكل 100,000 شخص.
2. معدل انتحار الرجال يساوي تقريبا 3.53 معدل انتحار النساء.
3. نسبة محاولات انتحار النساء 1.2 نسبة محاولات الرجال.
4. ينتحر 123 شخص يوميا.
5. مثل الذكور ذوو البشرة البيضاء 70% من حالات الانتحار في عام 2016.
6. 50% من حالات الانتحار استخدمت الأسلحة النارية.
7. معدل انتحار الرجال البيض منتصفي العمر هو معدل الانتحار الأعلى.

نشرت حكومة الولايات المتحدة استراتيجيتها الوطنية لمنع الانتحار بالتعاون مع لإدارة خدمات إساءة استعمال الأدوية، مراكز مكافحة الأمراض والوقاية منها، معاهد الصحة الوطنية الأمريكية، إدارة الموارد والخدمات الصحية والخدمات الصحية الهندية. أعلنت الحكومة أن الاستراتيجية تتكون من إحدى عشر هدف موجة للشباب معللة أن كبار السن من النادر أن يرتكبوا هذه الخطيئة.
بعض الولايات لديها قوانين ضد الانتحار أو ضد من ساعد شخص على الانتحار. في السنوات الأخيرة، كان هناك اهتمام متزايد بإعادة النظر في هذه القوانين. تركز هذه السياسات على وجوب توفير العلاج النفسي اللازم لضمان سلامة الصحة النفسية للشخص المتضرر.
دائما ما ارتبطت معدلات الانتحار بالظروف الاقتصادية الصعبة، بما في ذلك معدل البطالة.
تتراوح معدلات الانتحار بين الولايات المختلفة، فتتراوح من 28.24 لكل 100,000 شخص في ولاية وايومنغ إلى 7.81 لكل 100,000 شخص في نيويورك.

## عدد حالات الانتحار حسب الفئة العمرية والجنس

بيانات مراكز مكافحة الأمراض والوقاية منها حول حالات الانتحار حسب الفئة العمرية في عام 2015

بيانات مراكز مكافحة الأمراض والوقاية منها حول حالات الانتحار حسب العرق والجنس في عام 2015

تحتفظ الإدارة الوطنية لحالات الوفاة العنيفة (NVDRS) ببيانات حول حالات الانتحار مصنفه حسب الفئة العمرية والجنس.
| العمر (السنوات)        | 10 – 14 | 15 – 24 | 25 – 34 | 35 – 44 | 45 – 54 | 55 – 64 | 65 – 74 | 75+  | غير معروف | الكل  |
| ---------------------- | ------- | ------- | ------- | ------- | ------- | ------- | ------- | ---- | --------- | ----- |
| الذكور                 | 265     | 4575    | 5887    | 5294    | 6198    | 5745    | 3463    | 3291 | 2         | 34727 |
| الإناث                 | 171     | 1148    | 1479    | 1736    | 2239    | 2014    | 940     | 510  | 1         | 10238 |
| نسبة الذكور إلى الإناث | 1.5     | 4.0     | 4.0     | 3.0     | 2.8     | 2.9     | 3.7     | 6.5  | 1.0       | 3.4   |
| المجموع                | 436     | 5723    | 7366    | 7030    | 8437    | 7759    | 4403    | 3801 | 3         | 44965 |

استنادا على بيانات الإدارة المنشورة عام 2016، أقرت صحيفة نيويورك تايمز أن نسبة حالات الانتحار للذين تزيد أعمارهم عن 65 عامًا بدأت بالتزايد. حيث أظهرت البيانات أن:
"الرجال الأكبر من 65 عامًا هم الأكثر عرضة للانتحار (بمعدل 27.67 حالة انتحار لكل 100,000)، يتبعهم الرجال في الفئة العمرية من 40-64 عام (بمعدل 27.10 حالة انتحار لكل 100,000). ثم الرجال من 20-39 (بمعدل 23.41 حالة انتحار لكل 100,000) بينما الشباب من 15-19 في المركز الأخير (بمعدل 13.81 حالة انتحار لكل 100,000).

## القتل والانتحار
ظهرت العديد من حالات القتل قبل الانتحار (يقتل الفرد عائلته، أصدقائه أو حتى غرباء قبل أن يقوم بالانتحار) بداية من القرن التاسع عشر مرورا بالقرن العشرين وحتى القرن الحالي. من أشهر تلك الحوادث مجزرة مذبحة ثانوية كولومباين في عام 1999، مجزرة جامعة فرجينيا للتكنولوجيا في عام 2007، تحطم طائرة أوستن في عام 2010، حادثة اطلاق النيران في مدرسة ساندي هوك الابتدائية في عام 2012 وحادثة ايسلا فيستا في عام 2014.

## المقارنة مع دول أخرى

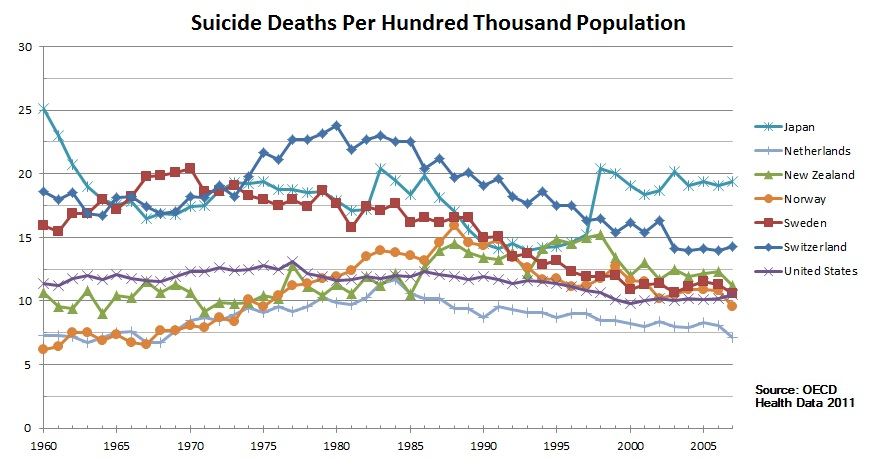
مؤشر يوضح تطور معدلات الانتحار في الفترة من عام 1960 إلى 2007 في كلا من اليابان، هولندا، نيوزيلندا، النرويج، السويد، سويسرا والولايات المتحدة

## الإحصائيات

### على حسب الولاية
تختلف معدلات الانتحار اختلافا واضحا باختلاف الولاية. ظهرت العديد من النظريات التي تحاول تفسير هذا التباين الكبير تذكر فيها الحالة الاجتماعية الاقتصادية ومدى توافر الأسلحة النارية. ذكرت إحدى الدراسات العائدة لعام 2011، وجود ترابط ما بين الارتفاع فوق سطح البحر والانتحار.
| معدل الانتحار على حسب الولاية (2016) | معدل الانتحار على حسب الولاية (2016) | معدل الانتحار على حسب الولاية (2016) |
| المركز                               | الولاية                              | معدل الانتحار لكل 100,000 شخص        |
| ------------------------------------ | ------------------------------------ | ------------------------------------ |
| 1                                    | مونتانا                              | 25.9                                 |
| 2                                    | ألاسكا                               | 25.8                                 |
| 3                                    | وايومنغ                              | 25.2                                 |
| 4                                    | نيو مكسيكو                           | 22.5                                 |
| 5                                    | يوتا                                 | 21.8                                 |
| 6                                    | أيداهو                               | 21.4                                 |
| 7                                    | نيفادا                               | 21.4                                 |
| 8                                    | أوكلاهوما                            | 21.0                                 |
| 9                                    | كولورادو                             | 20.5                                 |
| 10                                   | داكوتا الجنوبية                      | 20.2                                 |
| 11                                   | فيرجينيا الغربية                     | 19.3                                 |
| 12                                   | داكوتا الشمالية                      | 19.0                                 |
| 13                                   | ميسوري                               | 18.4                                 |
| 14                                   | أركنساس                              | 18.2                                 |
| 15                                   | كانساس                               | 17.9                                 |
| 16                                   | ولاية أوريغون                        | 17.8                                 |
| 17                                   | أريزونا                              | 17.7                                 |
| 18                                   | فيرمونت                              | 17.3                                 |
| 19                                   | نيوهامبشير                           | 17.2                                 |
| 20                                   | كنتاكي                               | 16.8                                 |
| 21                                   | تينيسي                               | 16.8                                 |
| 22                                   | مين                                  | 15.9                                 |
| 23                                   | ألاباما                              | 15.7                                 |
| 24                                   | كارولاينا الجنوبية                   | 15.7                                 |
| 25                                   | إنديانا                              | 15.4                                 |
| 26                                   | واشنطن                               | 14.9                                 |
| 27                                   | بنسلفانيا                            | 14.7                                 |
| 28                                   | ولاية ويسكونسن                       | 14.7                                 |
| 29                                   | أيوا                                 | 14.6                                 |
| 30                                   | لويزيانا                             | 14.2                                 |
| 31                                   | أوهايو                               | 14.2                                 |
| 32                                   | فلوريدا                              | 14.0                                 |
| 33                                   | جورجيا                               | 13.3                                 |
| 34                                   | ميشيغان                              | 13.3                                 |
| 35                                   | مينيسوتا                             | 13.2                                 |
| 36                                   | فرجينيا                              | 13.2                                 |
| 37                                   | نبراسكا                              | 13.1                                 |
| 38                                   | ولاية كارولينا الشمالية              | 13.0                                 |
| 39                                   | ميسيسيبي                             | 12.7                                 |
| 40                                   | تكساس                                | 12.6                                 |
| 41                                   | هاواي                                | 12.1                                 |
| 42                                   | ديلاوير                              | 11.5                                 |
| 43                                   | رود ايلاند                           | 11.2                                 |
| 44                                   | إلينوي                               | 10.7                                 |
| 45                                   | كاليفورنيا                           | 10.5                                 |
| 46                                   | كونيتيكت                             | 10.1                                 |
| 47                                   | ماريلاند                             | 9.4                                  |
| 48                                   | ماساتشوستس                           | 8.8                                  |
| 49                                   | نيويورك                              | 8.1                                  |
| 50                                   | نيو جيرسي                            | 7.2                                  |

### 2023
وشكلت الوفيات الناجمة عن الانتحار الغالبية العظمى من وفيات العنف المسلح هذا العام. كان هناك أكثر من 14000 حالة وفاة بسبب الانتحار بالأسلحة النارية هذا العام، بمتوسط حوالي 66 حالة وفاة يوميًا بالانتحار في عام 2023. وحدثت غالبية هذه الوفيات في تكساس وكاليفورنيا وفلوريدا وجورجيا ونورث كارولينا وإلينوي ولويزيانا.

### القوات العسكرية

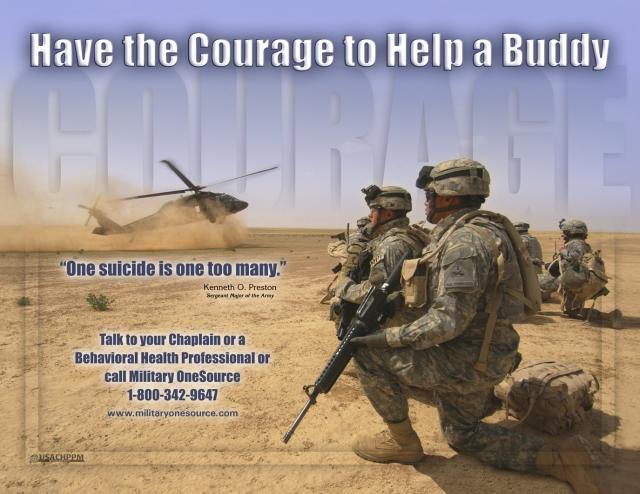
ملصق منع الانتحار الخاص بالجيش الأمريكي

تشير تقرير الجيش الأمريكي لعام 2009 إلى أن قدامى المحاربين العسكريين قد ضاعفوا معدل الانتحار لغير المحاربين القدماء، حيث توفي جنود عسكرين بالانتحار أكثر ممن قتلوا في حرب العراق (2003-2011) والحرب في أفغانستان (2001-2014).
صرح الكولونيل كارل كاسترو، مدير الأبحاث الطبية العسكرية للجيش قائلا:
«يجب حدوث تحول كبير في ثقافة الجيش لجعل الناس يركزون أكثر على الصحة العقلية واللياقة البدنية».
في عام 2012، أبلغ الجيش الأمريكي عن 185 حالة انتحار بين القوات النشطة متجاوزا بذلك عدد قتلى الحروب في تلك السنة البالغ 176. ارتفع هذا الرقم بشكل ملحوظ منذ عام 2001، عندما كان عدد حالات الانتحار 52.

### إل جي بي تي
معدلات الانتحار للمثليات، والمثليين، مزدوجي التوجه الجنسي والمتحولين جنسياً (اختصارا: LGBT) أعلى بثلاث مرات من معدلات الأشخاص المغايرين جنسيا. وفقًا لتقرير مراكز السيطرة على الأمراض والوقاية منها ، قال ما يقرب من نصف طلاب LGBTQ إنهم فكروا بجدية في الانتحار.

### الألم المزمن
المرضى الذين يعانون من ألام مزمنة أكثر عرضة للانتحار مرتين مقارنة مع أولئك الذين لا يعانون من أي آلام.

### مرضى التوحد
وجدت بعض الدراسات أن نسبة انتحار الذين يعانون من اضطرابات طيف التوحد عالية جدا وخصوصا من يعانون بمتلازمة أسبرجر لما يتعرضوا له من حالات اضطراب اكتئابي.
وجد حديثا أن التوحد يرتبط ارتباطًا وثيقًا بالألم العضلي الليفي والتي تسمى «متلازمة الألم العضلي المتفشي».

## وصلات خارجية
- الانتحار في الولايات المتحدة على مشروع الدليل المفتوح
- منع الانتحار: ضرورة عالمية (PDF). منظمة الصحة العالمية. 2014. ISBN:9789241564779. مؤرشف من الأصل (PDF) في 2018-01-07.

الفيديوهات
- 123 حالة انتحار يوميا
- ارتفاع معدل انتحار العساكر الأمريكان
- رجل الأعمال والحقوقي تد تيرنر في حوار عن ارتفاع معدل انتحار القوات العسكرية (25-10-2012)